# Parafia św. Wojciecha w Żelisławkach
Parafia św. Wojciecha w Żelisławkach – parafia rzymskokatolicka, znajdująca się w archidiecezji gdańskiej, w dekanacie Pruszcz Gdański.